# Stenaelurillus
Stenaelurillus là một chi nhện trong họ Salticidae.